# New スーパールイージ U
『New スーパールイージ U』（ニュー スーパールイージ ユー、英: New Super Luigi U）は、2013年に任天堂がWii U向けに開発したプラットフォームゲームである。『New スーパーマリオブラザーズ U』（2012年）の拡張パックであり、『スーパーマリオ』シリーズの一部である。ストーリーとゲームメカニクスはNew スーパーマリオブラザーズ Uと同一だが、主人公がマリオからルイージに変更されている。ルイージはマリオよりも高くジャンプでき、地面での摩擦が少ない。また、すべてのステージが再設計され、難易度が上がっている。拡張版では、New スーパーマリオブラザーズ Uに登場した非プレイヤーキャラクター「トッテン」が無敵のプレイ可能キャラクターとして追加されている。
任天堂はダウンロードコンテンツに対する既存の概念に挑戦し、New スーパールイージ Uを単独で成立するほどの規模のゲームにすることを目指した。開発者たちは、『New スーパーマリオブラザーズ 2』（2012年）のダウンロードコンテンツとの差別化を図り、シリーズのベテランプレイヤーに挑戦を提供するため難易度を上げつつも、初心者向けにステージを短縮した。ルイージを中心とした内容にした理由は、「ルイージの年」キャンペーンと連動させるためである。本作はダウンロードコンテンツとして購入可能であり、単独ゲームとしても販売され、またNew スーパーマリオブラザーズ Uとのバンドル版としても提供された。さらに2019年にはNintendo Switch版『New スーパーマリオブラザーズ U デラックス』にも収録された。
New スーパールイージ Uは2013年2月のNintendo Directで発表され、デジタル版とパッケージ版が6月から8月の間に発売された。任天堂は拡張版と「ルイージの年」を宣伝するため、シカゴ交通局との提携やパルクールをテーマにしたモキュメンタリーなど、多様なプロモーション手段を採用した。本作は好意的なレビューを受け、難易度やステージデザインが称賛された一方で、ルイージの操作性が難易度変更と不均衡だとの批判もあった。マルチプレイヤーやトッテンの追加については賛否両論だった。発売初週の売上は『ピクミン3』に影響されたものの、2020年までに累計307万本を販売し、Wii Uで8番目に売れたゲームとなった。

## ゲーム内容
New スーパールイージ Uは、『New スーパーマリオブラザーズ U』のメインメニューから選択可能である。ストーリーラインはNew スーパーマリオブラザーズ Uとほぼ同じだが、マリオが登場しない。プレイヤーはルイージを操作し、各ステージを左から右に進み、ゴールポールに到達することを目指す。ステージ内には進行を妨げる様々な敵や障害が存在する。また、ステージにはパワーアップが配置されており、取得するとルイージに新たな能力を付与する。例えば、ファイアフラワーは火の玉を投げる能力を与え、スーパーどんぐりは空中で滑空する能力を与える。それぞれのステージには収集アイテムとして3つの「スターコイン」が含まれている。ステージは8つの「ワールド」に分かれており、それぞれのワールド内で8人のクッパ7人衆との遭遇がある。ステージは分岐する道を持つオーバーワールドマップ上で選択される。New スーパーマリオブラザーズ Uと比較して、ステージはより難易度が高く再設計されており、チェックポイントが存在しないが、その代わりにかなり短い。また、各ステージをクリアするために与えられる時間は100秒である。Wii U GamePadを使用すると、プレイヤーはタッチスクリーンを使って一時的な足場を自由に配置できる。  
ルイージの操作スキームはマリオと同じだが、ルイージ自身は摩擦が少なく滑りやすい。また、ジャンプ力が高く、空中での動きが遅い。ゲームクリア後にはこれらの物理的な変更を無効化するオプションも用意されている。マリオに代わって登場するのはトッテンであり、元々New スーパーマリオブラザーズ Uで敵キャラクターとして登場した非プレイヤーキャラクターである。トッテンは敵からダメージを受けず、時間経過とともに残機が増加するが、その代わりにパワーアップを使用できない。他にも黄色と青色のキノピオがプレイ可能キャラクターとして登場し、New スーパーマリオブラザーズ Uと同じ物理特性を持つ。それぞれのキャラクターは最大4人までのマルチプレイヤーで個別に操作可能である。

## 開発
New スーパールイージ Uは『New スーパーマリオブラザーズ U』を開発した任天堂情報開発本部によって制作された。ダウンロードコンテンツは、ルイージのキャラクターを強調するために作られたものであり、これは1983年の『マリオブラザーズ』でのルイージの登場30周年を記念するマーケティングキャンペーン「ルイージの年」に関連している。このルイージを中心としたダウンロードコンテンツのコンセプトはプロデューサーの手塚卓志によって考案された。手塚はゲームの主な目標として「ダウンロードコンテンツに対する人々の考え方を変えること」を挙げている。このダウンロードコンテンツをNew スーパーマリオブラザーズ Uのものと差別化するため、『New スーパーマリオブラザーズ 2』チームから様々な開発者が参加し、基本ゲームと重複しない新しいギミックを設計した。  

### コンセプト

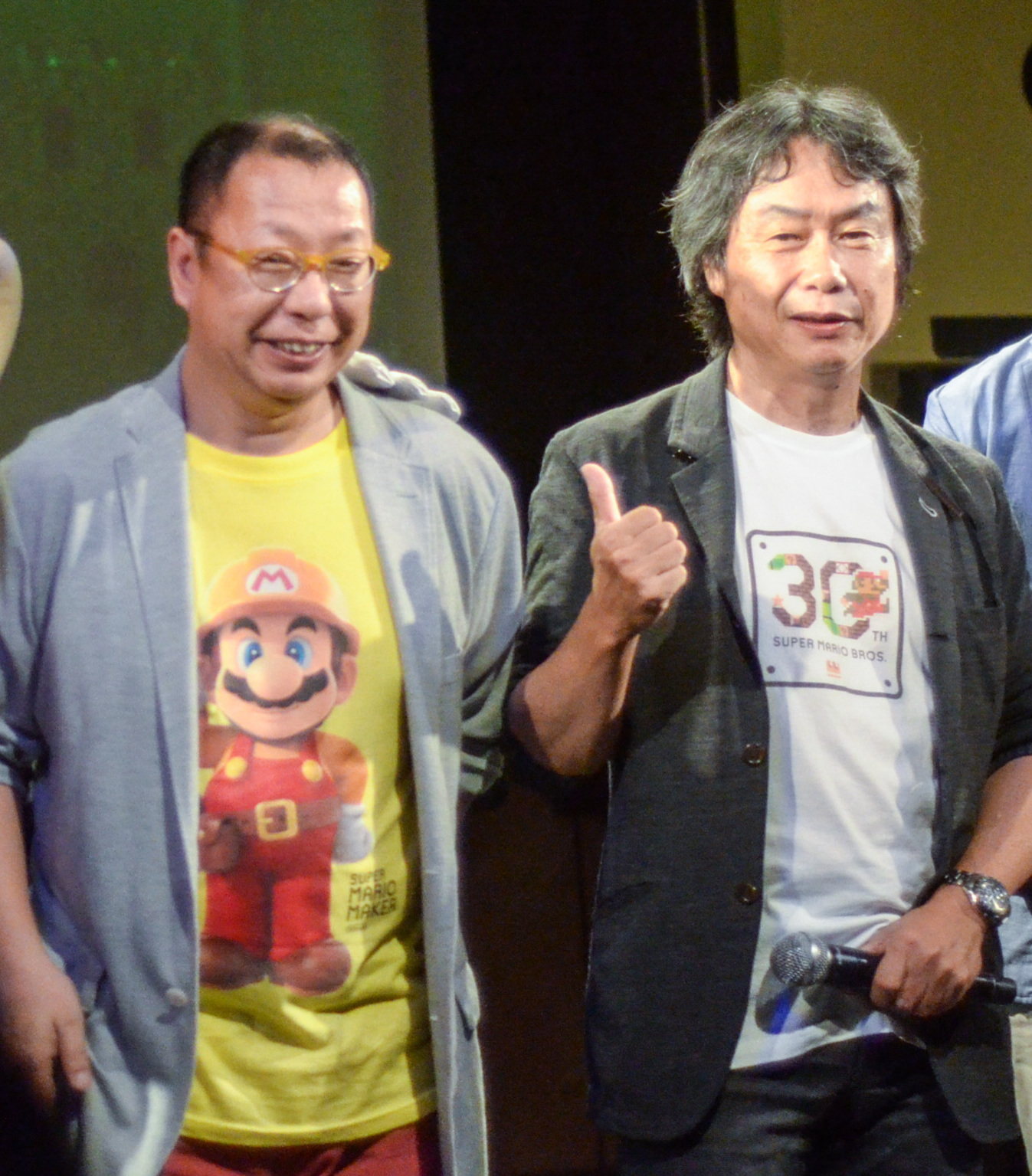
プロデューサーの手塚卓志（左）と宮本茂（右）（2015年）

手塚によると、開発者たちは当初、最終製品よりもはるかに小規模なダウンロードコンテンツのアイデアを検討しており、New スーパーマリオブラザーズ 2のダウンロードコンテンツに似た形で、Boost Rushモード用の追加コースを作ることに落ち着いていた。新しいステージ内でのギミックのアイデアは比較的早く考案されたが、新しいダウンロードコンテンツとNew スーパーマリオブラザーズ 2の類似性が手塚を「気にさせ始めた」。彼がディレクターの竹本聖隆に新しいコンセプトで一からやり直すよう依頼したところ、竹本はその申し出を受け入れた。彼は、ファンが「なぜこのダウンロードコンテンツが基本ゲームに含まれていないのか」と疑問に思うだろうと考えたためである。竹本の新しい目標はNew スーパーマリオブラザーズ 2よりも大規模なダウンロードコンテンツを作ることであり、そのダウンロードコンテンツがどのように受け入れられるかをテストするためにリリースを待っていた。New スーパーマリオブラザーズ 2のダウンロードコンテンツがリリースされた際、ファンはその内容があまりにも基本的で、有料コンテンツとして提供されるには物足りないと失望した。この反応は予想通りだった。  
New スーパーマリオブラザーズ U用ダウンロードコンテンツの開発が再開された際、開発者たちは「非常に短いコースだが難易度が高い」ステージというコンセプトを試した。これは、ゲームをクリアしたプレイヤーがより難しい挑戦を求めるだろうと考えたためである。しかし、各ステージを基本ゲームと同じ長さにすると体験が「疲れる」ものになると判断した。竹本はこの長さの変更を別の視点から見ており、『スーパーマリオ』シリーズの各作品でステージが次第に長くなっていることに気づいていた。彼は『スーパーマリオブラザーズ3』と同じくらいのプレイ時間でアクセスしやすいゲームを目指した。また、プレイヤーがソーシャルプラットフォームMiiverseでNew スーパールイージ Uについて投稿するよう促すため、各ステージに少なくとも1つの「ランドマーク」を追加することを重視した。それにはルイージのピクセルアートやステッカー、背景内のルイージ型オブジェクトなどが含まれる。これにより、他のプレイヤーもそれらを探す時間を楽しむことができた。手塚は当初、本作を物理メディアとして発売することには反対していた。本作はすでにNew スーパーマリオブラザーズ Uをクリアしたプレイヤー向けに設計されていたためである。しかし、まだゲームをプレイしたことがない観客層がダウンロードコンテンツを出発点として利用できる可能性を考慮し、その意見を変えた。

### キャラクター
手塚が最初にルイージを中心キャラクターにすることを提案した際、竹本は「何を言っているんですか?!」と返答した。しかし数日後、手塚が再びこのアイデアを提案すると、竹本はそれを検討し始めた。ルイージを主役にすることで、ゲームが別の体験としてさらに確立されると考えたためである。この変更により、ルイージ専用の新しい操作セットが追加され、一部のステージでは標準的な操作では難しかったクリアが簡単になった。  
手塚がマリオをゲームから完全に除外するよう竹本を説得した後、代替キャラクターについて様々な案が検討された。当初の案では3人目のキノピオを追加する予定だったが、これはマルチプレイヤーで混乱を招くため採用されなかった。ピーチ姫は「どこか遠くで助けを求めている」という設定上、候補には挙がらなかった。敵キャラクターを代替案として検討した結果、New スーパーマリオブラザーズ Uで非プレイヤーキャラクターとして初登場したトッテンに決定した。竹本は特定のプログラマーにプロトタイプの作成を依頼した。当初、このアイデアには懐疑的だったプログラマーも、その効果的な動作に驚き、実際に見せる前に竹本へ電話でその発見について伝えた。また、New スーパーマリオブラザーズ Uでの敵回避能力も取り入れられ、最終版に含まれることとなった。この機能は初心者や経験の浅いプレイヤー向けとして有益だと判断された。これは宮本茂のゲームデザイン哲学、「一つのアイデアは複数の問題を一度に解決する単一の解決策である」という考え方にも合致していた。

## マーケティングと発売

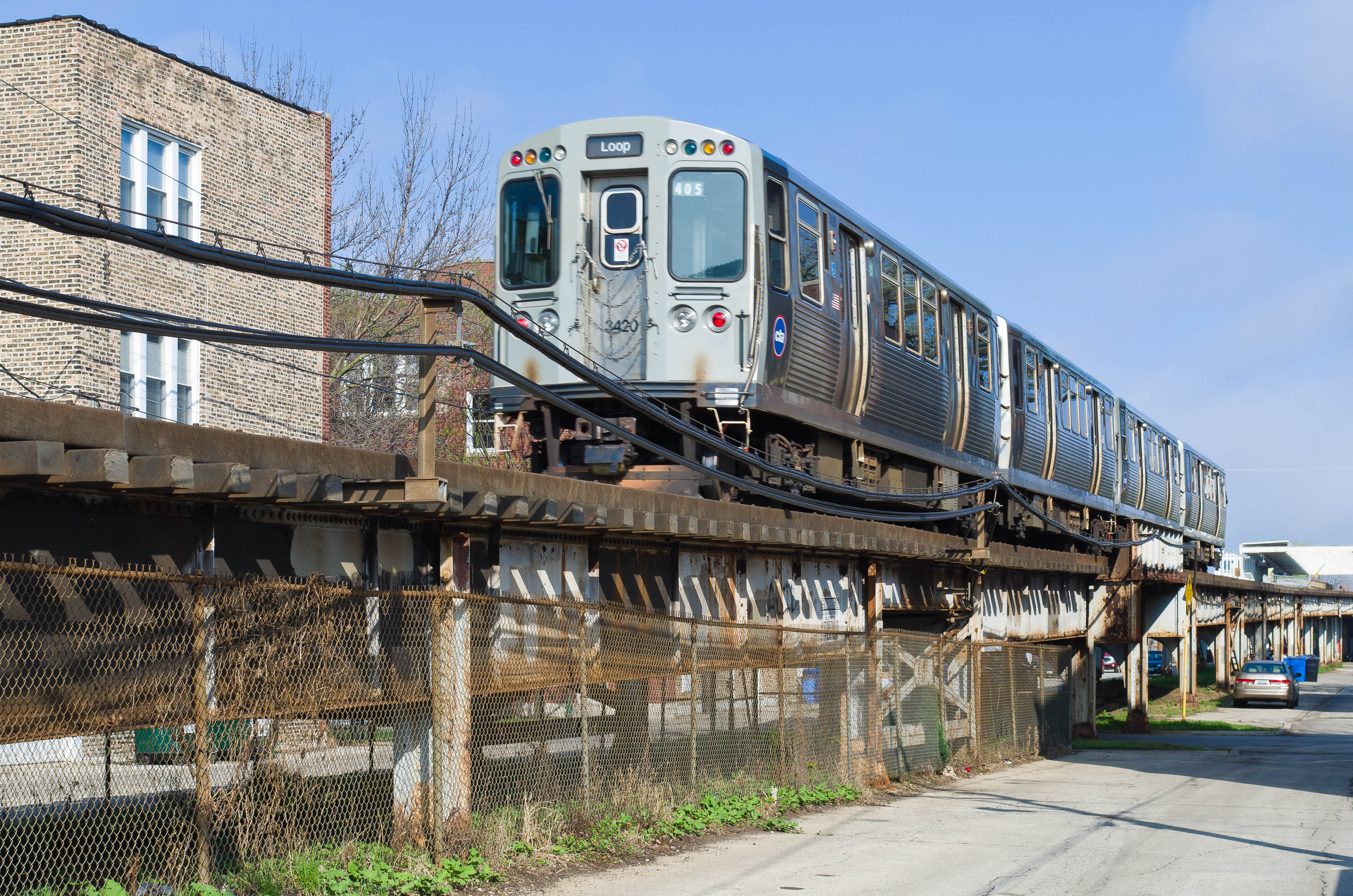
ゲームを宣伝するため、2013年8月にNew スーパールイージ Uのアートワークで再設計されたブラウンラインの列車

このゲームは、2013年2月のNintendo Directで発表され、『ルイージマンション2』や『マリオ&ルイージRPG4 ドリームアドベンチャー』と同時に発表された。任天堂の社長である岩田聡がプレゼンテーションを行ったが、完成にはまだ時間がかかるため、発売日や価格は明らかにされなかった。詳細はE3 2013で明らかにされ、任天堂はマリオをダウンロードコンテンツから完全に除外し、代わりにトッテンを登場させることを発表した。また、このダウンロードコンテンツはWii Uのニンテンドーeショップだけでなく、緑色のパッケージでスタンドアロンの物理コピーとしても販売されると発表された。eショップ版は日本では6月19日、世界では翌日の6月20日に発売され、パッケージ版は日本では7月13日、ヨーロッパでは7月26日、北米では8月25日に発売された。その後の11月には、New スーパーマリオブラザーズ UとNew スーパールイージ Uを同梱したWii Uバンドルが発売された。また、New スーパールイージ Uはオリジナルの基本ゲームと共に、2019年にNintendo Switch用ソフト『New スーパーマリオブラザーズ U デラックス』として再発売された。  
7月27日、竹本はMiiverseで、任天堂がプレイヤー向けのチャレンジを開催すると投稿した。その目標は、できるだけ少ないコインを集めながらメインストーリーモードをクリアするというものだった。発売後の1ヶ月間、任天堂はシカゴ交通局と提携し、シカゴ・Lのブラウンラインの1つを「ルイージライン」としてリブランドした。この列車は緑色の配色で再設計され、「ルイージの年」のアートワークやその他のNew スーパールイージ Uのプロモーション素材が含まれていた。クラーク/レイク駅の2階にはキオスクブースが設置され、通行人がゲームを試遊できるようになっていた。また、ルイージの着ぐるみキャラクターが頻繁に列車に乗車していた。このプロモーションは8月12日から9月8日まで実施され、その後通常に戻った。プロモーション期間中、Nintendo of Americaの公式Twitterアカウントはルイージのものに変更され、イリノイ州シカゴのさまざまな場所を訪れるルイージの写真が投稿された。同月には、モキュメンタリー『Finding Luigi – Legend of Parkour』も任天堂の公式YouTubeチャンネルで公開された。このビデオは、ルイージを業界から不可解に姿を消した「パルクールの伝説」として描き、撮影クルーが逃亡中のトッテンに接触して彼の現在の居場所を知ろうとするという内容だった。

## 評価
New スーパールイージ Uは、レビュー集約サイトMetacriticによると「概ね好意的なレビュー」を受け、59件の批評に基づき77/100のスコアを獲得した。
多くの批評家がゲームの難易度を称賛した。4Playersのヤン・ウォベキングは、本作の難易度を日本限定で発売された『スーパーマリオブラザーズ2』に例えた。Nintendo Lifeのトーマス・ホワイトヘッドは、難易度の上昇を評価し、制限時間やより激しいプラットフォームアクションの活用を称賛した。当初はジャンプ中のふわふわ感が不要だと感じたものの、最終的には「自然なもの」となったと述べている。Polygonのレビュアー、フィリップ・コラーは、本作を「任天堂が数十年ぶりに作った最も難しいマリオコンテンツ」と評した。一部の批評家は、New スーパーマリオブラザーズ Uをクリアしたプレイヤー向けの新たな挑戦として本作を賞賛したが、それはスーパーマリオシリーズのベテランプレイヤーを念頭に置いた場合のみである。IGNのヴィンス・インジェニートは本作を「素早い2Dプラットフォーマーの優れた要約版」と呼び、スーパーマリオシリーズの標準的なフォーミュラに対するユニークなひねりだと評価した。一方で、コラーは新規プレイヤーへの配慮が欠けていると指摘し、ゲームバランスがプレイヤーに合わせられているものの、「容赦がなさすぎて」再挑戦する意欲を削ぐと述べた。Eurogamerで執筆したクリス・シリングは、死亡後にステージを再開するまでにかかる時間にますます苛立ちを覚え、その体験を『Super Meat Boy』と比較し、本作では失敗後すぐにリセットされない点を否定的に捉えた。4Playersは、Miiverse上でユーザーがゲームの難易度について不満を述べた投稿をいくつか取り上げた。変更点にもかかわらず、GameSpotは本作がNew スーパーマリオブラザーズ Uとあまりに似ていると感じた。
レベルデザインは称賛されたが、全体的な体験を損なう小さな不満点がいくつか批判された。インジェニートは100秒の制限時間が強い「心理的効果」を与え、多くのミスの原因となったと述べた。コラーは制限時間を楽しんだものの、最終的には自分のペースで遊んだりゲームのグラフィックを鑑賞する余裕がほとんどないことに苛立ちを覚えた。VentureBeatのジェフ・グラブも同様の意見を共有した。シリングはレベルデザインを挑戦的だが面白みに欠けると評価し、ほとんどのステージが1つの直線的なルートしかなく、プレイヤーに探索の自由をあまり与えていないと批判した。GamesRadarのヘンリー・ギルバートは短いステージを「見事にコンパクト」と呼び、スーパーマリオシリーズのベテランプレイヤー向けとして肯定的に評価した。ホワイトヘッドはステージ内で見られるギミックを称賛し、任天堂が創造性を抑えていると感じた印象的なイベントを挙げた。USGamerのジェレミー・パリッシュは、ゲームが意図的な難易度ではなく、ルイージの操作性に関する様々な変更が正確でテンポの速いレベルデザインとうまく噛み合わないことからフラストレーションを感じたと述べた。このコンセプトはスーパーマリオシリーズの標準的な「各ステージを自由に探索できる」という形式に反していると考えた。また、ゲーム全体が過度に要求が厳しいと感じ、New スーパーマリオブラザーズ 2のダウンロードコンテンツの方が好ましいと述べた。  
ルイージの操作性は、その不正確さが主に批判された。シリングは、操作自体の機能ではなく、精密さを求めるレベルデザインとルイージの滑りやすい動きが合わないことを理由に批判した。ゲームクリア後に操作を元に戻せる機能には感謝したものの、全体的なコンセプトを「緑のペグを赤い穴に押し込むようなもの」と評した。『Game Informer』のレビュアー、ダン・ライカートは基本ゲームからのゲームプレイの動的な変化に慣れるのに苦労したが、全体的には楽しんだと述べた。4Playersは、ルイージを狭いプラットフォーム上で操作する難しさを指摘したが、高いジャンプが失敗を回避する助けになったと評価した。インジェニートは、レベルデザインがルイージの動きを正当化できていないと非難し、難易度は上がったものの公平ではないと感じた。しかし、高いジャンプには感謝し、それを最大限活用したと述べた。一方で、コラーはステージがルイージの動きにうまくマッチしており、慣れるまで時間がかかるだけだと感じた。  
マルチプレイヤーについても批判が寄せられた。トッテンに対する意見は賛否両論だった。ライカートは、トッテンを新しいプレイヤー向けの追加要素として有益だと考えた。一方でギルバートはマルチプレイヤーを批判し、このゲームが主にシングルプレイヤー向けであり、大半のステージが4人同時プレイでは管理不能だと述べた。また、トッテンが他のキャラクターと比較して「予期せぬ問題」を引き起こす不均衡な存在だと考えた。ホワイトヘッドは、トッテンがより親しみやすい選択肢として評価する一方で、「誤った方向性」とし、管理困難なマルチプレイヤーの追加によって、New スーパーマリオブラザーズ Uのマルチプレイヤーを代わりに使用することを提案した。

### 売上
New スーパールイージUは、日本で発売された同じ週に任天堂の期待作『ピクミン3』がWii U向けに発売されており、New スーパールイージUは比較すると影が薄くなった。日本でのパッケージ版の売上は24,881本で、『トモダチコレクション 新生活』より約1,000本少なく、ピクミン3の約3分の1であった。8月末までに北米での売上は120,000本に達した。2014年5月までにNew スーパールイージUの売上は176万本に達したが、2014年はWii U本体の売上不振により任天堂とWii Uにとって財務的には失敗の年であった。任天堂は4億5700万ドルの純損失を計上した。2020年までに同タイトルの売上は307万本に達し、Wii Uのベストセラーゲームで第8位となっている。